# Църква на Кипър
Кипърската православна църква (на гръцки: Ορθόδοξη Εκκλησία της Κύπρου, на турски: Kıbrıs Kilisesi) е автокефална църква и е на десетото място в православния свят. Нейният ранг е архиепископия.
Според преданията християнството в Кипър е проповядвано първо от апостол Варнава през 45 г. сл. Хр. През 45 г. апостолите Павел и Варнава (според католическата енциклопедия той е роден на острова) заминават за Кипър и стигат до Пафос, проповядвайки Словото на Христос. Варнава се завръща на острова след римските гонения, където става епископ, който отговаря за разпространението на християнството на острова. По време на управлението на император Зенон, когато се провежда Халкидонският събор, според християнските вярвания апостолът се явява на архиепископ Антим Кипър три пъти за три нощи и обявява гробницата си. След откриването на мощите на апостол Варнава, Кипърската църква е основана като апостолска, т.е. днешната автокефална църква.
Първоначално църквата е била под администрацията на Антиохийската църква. През 431 г. тя се превръща в автокефална църква. През VI век страната е окупирана от арабите и освободена през 965 година. Тя е придобила автокефалия и е призната от Вселенския патриарх в Константинопол, запазвайки пълната административна автономия на своя архиепископ. Големият разкол, довел до разделянето на католическата и православната църква, има големи последствия за Кипърската църква. Във време, когато страната е под контрола на Венецианската република, църквата е била силно повлияна от папата. След османското завладяване на острова, църквата има собствена автономия и право на религиозен обред. След основаването на държавата архиепископ Макариос III е избран за президент на републиката и заема този пост до смъртта си през 1977 г. Неговият наследник е Христостомос, който управлява до 2006 г.
С турската инвазия на острова на 20 юли 1974 г. 35% от острова е станал турски и голяма част от християнското население е избягало от тази част на острова. Редица християнски сгради и паметници са съборени на окупираната част на острова, а много от тях биват превърнати в джамии.
Днес Кипърската църква се състои от една архиепископия и пет митрополии. Те се състоят от над 500 храма и 9 манастира. Глава на църквата от 2022 г. е Георгий III Кипърски.
На 24 декември 2022 г. след втория тур за избор на Кипърски архиепископ за такъв е избран Пафоският митрополит Георги.